# Bronco Billy
Bronco Billy is een Amerikaanse dramafilm uit 1980 onder regie van Clint Eastwood.

## Verhaal
Bronco Billy leidt een rondtrekkende wildwestattractie. Hij heeft zijn werknemers al zes maanden niet uitbetaald. Aan een benzinepomp maakt hij kennis met de verwende rijkeluisdochter Antoinette Lily, die zich aansluit bij het gezelschap. De zaken gaan nog slechter, nadat hij haar in dienst heeft genomen als assistente.

## Rolverdeling
| Acteur            | Personage              |
| ----------------- | ---------------------- |
| Clint Eastwood    | Bronco Billy           |
| Sondra Locke      | Antoinette Lily        |
| Geoffrey Lewis    | John Arlington         |
| Scatman Crothers  | Doc Lynch              |
| Bill McKinney     | Lefty LeBow            |
| Sam Bottoms       | Leonard James          |
| Dan Vadis         | Chief Big Eagle        |
| Sierra Pecheur    | Lorraine Running Water |
| Walter Barnes     | Sheriff Dix            |
| Woodrow Parfrey   | Dr. Canterbury         |
| Beverlee McKinsey | Irene Lily             |
| Doug McGrath      | Luitenant Wiecker      |
| Hank Worden       | Monteur                |
| William Prince    | Edgar Lipton           |
| Pam Abbas         | Moeder-overste         |